# Painscastle
Painscastle (en anglais) ou Castell-paen (en gallois) est un village et une communauté du Powys, au pays de Galles.

## Géographie
Painscastle est situé dans l'est du Powys, dans le comté historique du Radnorshire, à une dizaine de kilomètres au nord-ouest de la ville de Hay-on-Wye.
La communauté de Painscastle comprend aussi les villages et hameaux de Rhosgoch, Bryngwyn, Llandeilo Graban et Llanbedr.

## Histoire
Le village doit son nom au château de Painscastle (en) fondé au début du XIIe siècle par le seigneur anglo-normand Pain fitzJohn (en), un vassal du roi anglais Henri Ier.

## Démographie
Au recensement de 2011, la communauté de Painscastle comptait 524 habitants.